# Platja de Picón
La platja de Picón, coneguda també com a Huelga Negra, és una platja situada en l'occident del Principat d'Astúries (Espanya), en el concejo de Valdés i pertany a la localitat de Caroyas. Forma part de la Costa Occidental d'Astúries, i s'emmarca a la franja protegida pel Paisatge Protegit de la Costa Occidental d'Astúries.

## Descripció
Té forma de petxina, la longitud mitjana és d'uns 100m i una amplària mitjana d'uns 10 m. El seu entorn és rural, amb un grau d'urbanització i una perillositat mitjana. L'accés per als vianants és inferior a 500 m i és de fàcil recorregut. El jaç és palets i sorres de color torrat i gra mitjà sent el grau d'ocupació bastant baix.
Per localitzar-la cal tenir en compte que els pobles més propers són Cueva i Caroyas. No obstant això per accedir a ella cal fer-ho travessant el pedrer de la Platja de Los Molinos de Barcia i solament durant la baixamar, que també cal tenir en compte de forma important per sortir. Si solament es desitja veure-la cal partir des del camí que porta a la Platja de Los Molinos, seguint uns 200 m cap al nord. S'arribarà a la part superior del penya-segat de la platja. No disposa de cap servei i com única activitat possible és la pesca submarina si bé s'han d'extremar les precaucions respecte a les marees.